# ISO/IEC 80000
Международният стандарт ISO 80000 или IEC 80000 – в зависимост от това коя международна организация по стандартизация, (ISO или IEC) отговаря за съответната част – е системно ръководство за прилагане на физичните величини и единиците за измерването им, както и на формулите, с които те са въведени, в научните и образователни документи по целия свят.
Всички страни (с много малки изключения) строго се придържат към указанията, дадени в този стандарт относно означенията, използвани в математическите и научни издания, при преподаването в училищата и университетите.
Стандартът се състои от няколко части, всяка публикувана като самостоятелен документ. Издаването на серията от стандарти ISO/IEC 80000 приключи с публикуването на първата му част през ноември 2009 г. Въведението към Част 1 установява „системата от величини (включително връзките между тях), на които се основат единиците от SI, наречена International System of Quantities (Международна система от величини), означавана с „ISQ“ на всички езици.“

## Части
Стандартът има 14 части:
| Част         | Наименование                                                             | Предишен източник                                    |
| ------------ | ------------------------------------------------------------------------ | ---------------------------------------------------- |
| ISO 80000-1  | Общи положения                                                           | ISO 31-0, IEC 60027-1 и IEC 60027-3                  |
| ISO 80000-2  | Математични знаци и символи, използвани в естествените науки и техниката | ISO 31-11, IEC 60027-1                               |
| ISO 80000-3  | Пространство и време                                                     | ISO 31-1 и ISO 31-2                                  |
| ISO 80000-4  | Механика                                                                 | ISO 31-3                                             |
| ISO 80000-5  | Термодинамика                                                            | ISO 31-4                                             |
| IEC 80000-6  | Електромагнитизъм                                                        | ISO 31-5, IEC 60027-1                                |
| ISO 80000-7  | Светлина                                                                 | ISO 31-6                                             |
| ISO 80000-8  | Акустика                                                                 | ISO 31-7                                             |
| ISO 80000-9  | Физична химия и молекулярна физика                                       | ISO 31-8                                             |
| ISO 80000-10 | Атомна и ядрена физика                                                   | ISO 31-9 и ISO 31-10                                 |
| ISO 80000-11 | Характеристични числа                                                    | ISO 31-12                                            |
| ISO 80000-12 | Физика на твърдото тяло                                                  | ISO 31-13                                            |
| IEC 80000-13 | Информационна техника и технология                                       | подточки 3.8 и 3.9 от IEC 60027-2:2005 и IEC 60027-3 |
| IEC 80000-14 | Телебиометрия, свързана с физиологията на човека                         | IEC 60027-7                                          |

## Авторите
Стандартът е създаден със съвместните усилия на Технически комитет TC 25 на IEC „Величини и единици“ и на Технически комитет TC 12 на ISO (със същото название), в сътрудничество с множество други международни организации.
Шведът Anders J. Thor, който едновременно е председател и на двата комитета, казва по повод публикуването на стандарта, че има четири системи за писане, които преодоляват всички лингвистични бариери, независимо от използваната азбука. Тези системи са:
- системата от математични знаци и символи
- SI
- символите на химичните елементи
- начинът за писане на музикалните ноти

Първите три системи се определят от ISO/IEC 80000.

## Двоични представки
Допълнението от 1999 г. към IEC 60027-2 за двоичните представки предизвика известен обществен интерес към стандарта и все още широко се дискутира в компютърната общност, която се опитва да разреши най-после объркването относно това дали единицата килобит съответства на 1000 бита или на 1024 бита.
Хармонизираният стандарт IEC 80000-13:2008 отменя и заменя подточки 3.8 и 3.9 от IEC 60027-2:2005 (тези, които определят представките за двоичните множители). Единствената съществена промяна е добавянето на изрично определение за някои величини.